# Juego perfecto
Un juego perfecto en el béisbol está definido por las Grandes Ligas de Béisbol como aquel juego en que un pitcher (o combinación de pitchers) lanza una victoria que dura un máximo de nueve innings y en que los jugadores contrarios no logran una base. Así, el pitcher (o pitchers) no puede permitir ningún hit, carreras, base por bola, o que cualquier jugador contrario pueda llegar a primera por cualquier otro motivo: en resumen, "27 arriba, 27 abajo". La hazaña ha sido conseguida en 24 ocasiones en la historia de la MLB – 22 veces desde la era moderna, que empezó en 1900. El más reciente fue logrado por Domingo Germán de los Yankees el 28 de junio del 2023.
Un juego perfecto es también un juego sin hits y una blanqueada. Un error de fildeo que no deja a un bateador lograr embasarse, por ejemplo cuatro bolas si estropea un juego perfecto. Los partidos acortados por el clima en los que un equipo no tiene corredores y juegos en los que un equipo alcanza la primera base solo en extrainnigs no califican como juegos perfectos, según la definición actual. El primer uso confirmado del término "juego perfecto" fue en 1908; la definición actual del término se formalizó en 1991. A pesar de que es posible para múltiple pitchers combinar para un juego perfecto (como ha sucedido 11 veces en el nivel de Grandes Ligas para un equipo sin hits), hasta la fecha, cada juego perfecto de las Grandes Ligas ha sido lanzado por un solo lanzador. En la ningún bateador o juego perfecto que es realizado por dos o más pitchers se considera no oficial.

## Historia
El primer uso conocido del término «juego perfecto» ocurrió en 1908. El reportero I. E. Sanborn del Chicago Tribune sobre el desempeño de Addie Joss contra las Medias Blancas de Chicago lo llamó "un juego absolutamente perfecto, sin hits, y sin permitir que un oponente alcance la primera base en nueve innings." Varias fuentes han reclamado (erróneamente) que el primer uso registrado del término "juego perfecto" fue por Ernest J. Lanigan En su Béisbol Cyclopedia, hecho en referencia a Charlie Robertson 1922 juego perfecto. El Chicago Tribune estuvo cerca del término al describir el juego de Richmond en 1880: "Richmond recibió el apoyo más eficaz, cada posición en el home nueve entradas se jugaron a la perfección" Del mismo modo, al escribir el juego perfecto de Ward, el  New York Clipper describió el "juego perfecto" del defensa de la providencia.
A partir de 2014, la definición actual de las Grandes Ligas de un juego perfecto es en gran parte un efecto secundario de la decisión tomada por el Comité de Precisión Estadística de las Grandes Ligas el 4 de septiembre de 1991, para redefinir un juego sin hits como un juego en el que lanzador o lanzadores en un equipo lanzan un juego completo de nueve entradas o más sin recibir un hit. Aquella decisión sacó un número de juegos que mucho tiempo había aparecido en los libros récord: aquellos duradero menos que nueve innings, y aquellos en los que un equipo no tuvo impacto en la regulación pero luego recibió un hit en entradas extras.La definición de juego perfecto se hizo para que coincidiera con esta nueva definición de no-hitter, en efecto sustituyendo "baserunner" por "hit". Como resultado de la redefinición de 1991, por ejemplo, Harvey Haddix no recibe ni el juego perfecto ni el no-hitter por su actuación el 26 de mayo de 1959, cuando lanzó 12 entradas perfectas contra los Bravos de Milwaukee antes de permitir un corredor en la 13 entrada.
Ha habido un solo juego perfecto en la Serie Mundial, lanzado por Don Larsen para los Yankees de Nueva York contra los Dodgers de Brooklyn el 8 de octubre de 1956. Por coincidencia, el segundo yanqui pitcher para lanzar un juego perfecto, David Wells en 1998, graduado del mismo instituto como Larsen - Point Loma High School en San Diego, California. En una coincidencia más lejana, Larsen era parte del público cuándo el tercer yanqui pitcher lanzó un juego perfecto, David Cone en 1999, actuó la hazaña en el mismo día que Larsen y Yogi Berra (el cácher en el juego perfecto de 1956) estuvo invitado para hacer el ceremonial primer campo.

## Juegos perfectos lanzados por latinoamericanos
El 28 de julio de 1991 el nicaragüense Dennis Martínez, de los Expos de Montreal, con 95 pitcheos se consagró como el lanzador número 13 y primer latinoamericano en la historia de las Grandes Ligas en lograr un juego perfecto al dominar 2-0 a los Dodgers de Los Ángeles.
El venezolano Félix Hernández de los Marineros de Seattle se apuntó el segundo juego perfecto latino el 15 de agosto de 2012 contra las Rays de Tampa ponchando a doce bateadores totales en la victoria por 1-0 sobre Tampa Bay.
El dominicano Domingo German lanzó el tercer juego perfecto por un latinoamericano el 28 de junio del 2023, en la victoria 11-0 de los New York Yankees contra los Atléticos de Oakland.
German recetó 9 ponches para consagrase como el lanzador número 24 en lanzar un juego perfecto en el béisbol de Grandes Ligas.

## Little League World Series
El único juego perfecto lanzado en el campeonato de la Serie Mundial de Ligas Pequeñas lo realizó  Ángel Macías del equipo de Monterrey, México en 1957 a los 12 años y 11 meses de edad. Macías en su labor ponchó a 11 de 18 bateadores (en las ligas pequeñas los juegos son a 6 entradas).